# Silmaril
Aquest article tracta sobre les joies creades per Fèanor. Per al llibre que en narra la història vegeu El Silmaríl·lion.
Els Silmarils (quenya Silmarilli) són uns joiells ficticis de l'univers de la Terra Mitjana de J.R.R. Tolkien.
Eren tres joies de gran bellesa que havien estat creades per Fëanor quan els Noldor vivien a Vàlinor. Rebien el seu nom per la dura substància cristal·lina amb què estaven afaiçonats, la silima, i la seva brillantor provenia de la llum dels Dos Arbres de Vàlinor (Laurelin i Telperion) fets per  Yavanna Formenos
Quan Fëanor va ser exiliat a Formenos, els Silmarils es van guardar en una cambra de ferro. Aleshores, Melkor i Ungoliant van destruir els dos arbres. En aquest punt els Silmarils eren l'únic record de la llum dels arbres, i els Vàlar van demanar a Fëanor que els deixés els Silmarils per intentar recuperar els arbres, però ell no va voler. Mentre discutien Mélkor va matar Finwë, el pare de Fëanor, i havia robat els joiells. Mélkor va endur-se'ls a la seva fortalesa del nord de la Terra Mitjana, i els va posar a la seva corona.
Enfurit contra Mélkor i els Vàlar, Fëanor va liderar la seva gent a la Terra Mitjana per recuperar els Silmarils. Els Noldor van lluitar cinc grans batalles amb aquest objectiu, però van fracassar.
Un dels Silmarils va ser recuperat per Beren i Luthien, tot i que amb molta dificultat i sacrificis. Aquest Silmaril va ser heretat per Eärendil, que el va portar a l'Oest als Vàlar com a mostra de penediment. Els Vàlar, aleshores, van col·locar el Silmaril al firmament com a estrella. Les altres dues gemmes van quedar en poder de Morgoth, i només van poder ser-li arrabassades després de la Guerra de la Ira. Tanmateix, poc després van ser robats pels fills de Fèanor Maedhros i Maglor. Les joies van cremar les seves mans, com havien cremat les mans de Morgoth temps ha, refusant-los com a legítims propietaris. Cridant de dolor, Maedhros va llençar-se ell i el Silmaril en un esvoranc, i Maglor al mar. Aicí, els Silmarils van quedar situats als tres elements d'Arda: el cel, la terra i l'aigua.